# Municipio de San Miguel de Horcasitas
El Municipio de San Miguel de Horcasitas es uno de los 72 municipios en que se encuentra dividido el estado mexicano de Sonora, su cabecera es el pueblo de San Miguel de Horcasitas.

## Demografía
De acuerdo a los resultados del Censo de Población y Vivienda de 2020 realizado por el Instituto Nacional de Estadística y Geografía, la población total de San Miguel de Horcasitas es de 10 729 habitantes, de los cuales 5 607 son hombres y 5 122 son mujeres.

### Localidades
El municipio de San Miguel de Horcasitas tiene un total de 64 localidades, las principales y su población en 2020 son las que a continuación se enlistan:
| Código | Localidad                                                               | Población |
| INEGI  | Total Municipio                                                         | 10 729    |
| 0027   | Pesqueira 29°22′48″N 110°53′48″O / 29.38000, -110.89667                 | 9 442     |
| 0001   | San Miguel de Horcasitas 29°29′19″N 110°43′38″O / 29.48861, -110.72722  | 440       |
| 0032   | Pueblo Nuevo 29°22′4″N 110°47′53″O / 29.36778, -110.79806               | 297       |
| 0003   | La Fábrica de los Ángeles 29°26′49″N 110°45′19″O / 29.44694, -110.75528 | 164       |
| 0053   | El Torreón 29°22′42″N 110°48′54″O / 29.37833, -110.81500                | 78        |